# 3129 Bonestell
3129 Bonestell este un asteroid din centura principală, descoperit pe 25 iunie 1979 de Eleanor Helin și Schelte Bus.